# Montferrat

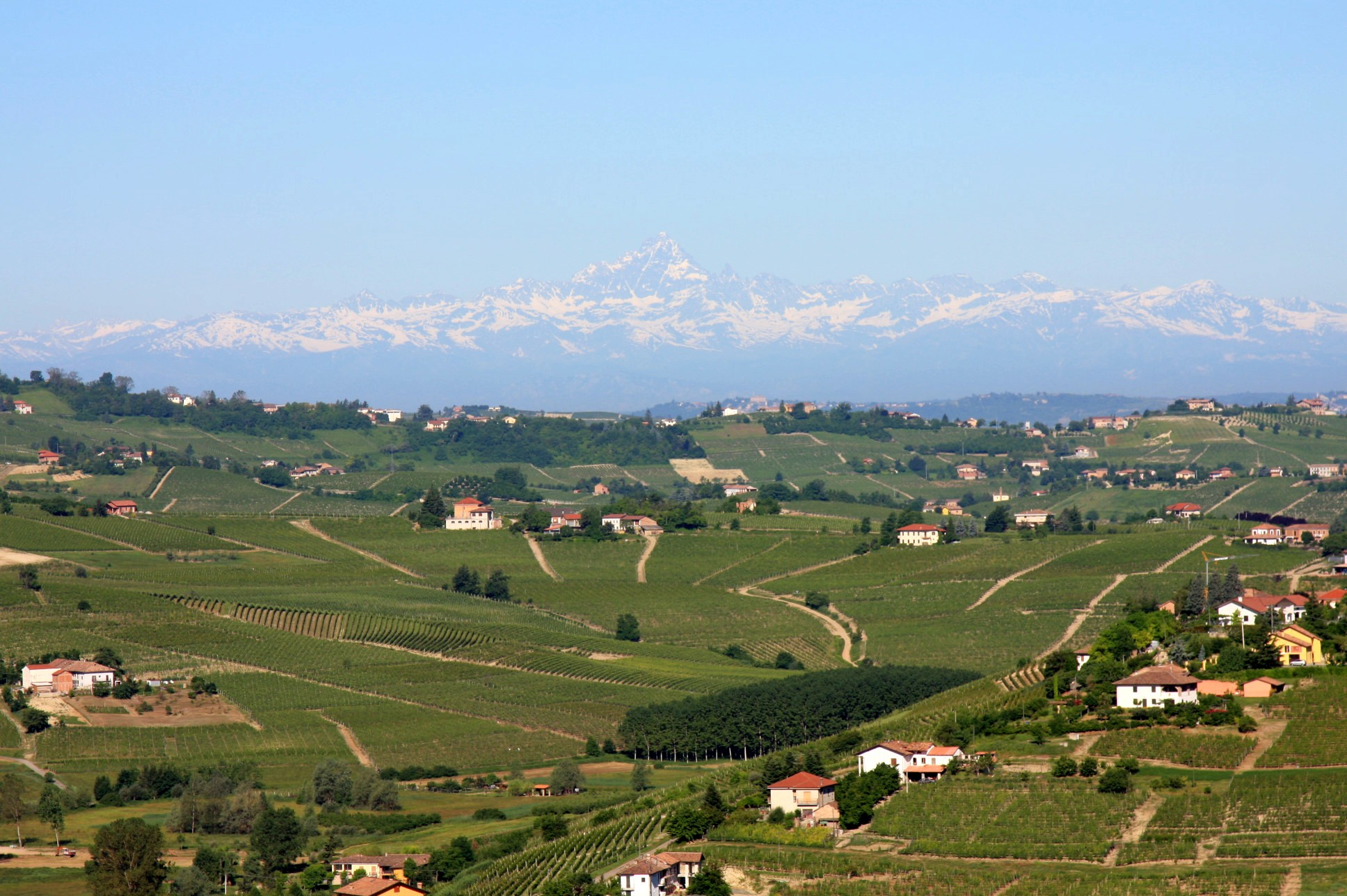
Monviso, văzut dinspre San Marzano Oliveto. Vârful Monviso se află la 60 de kilometri distanță. Sunt vizibile podgoriile Montferratului în prim-plan.

Montferrat (în italiană Monferrato, în piemonteză Monfrà) este o regiune geografică și istorică care face parte din actuala regiune Piemont, din nord-vestul Italiei. În limitele hotarelor sale, care s-au schimbat pe parcursul timpului, a fost localizată preponderent în limitele fostei mărci cu același nume, iar ulterior ducatului. Granițele aproximative includ în prezent provinciile Alessandria și Asti.
Montferrat este una dintre cele mai importante regiuni viticole din Italia. Regiunea este, de asemenea, renumită pentru tradițiile sale literare, printre băștinași numărându-se: poetul și dramaturgul Vittorio Alfieri din regiunea Asti, cunoscut în secolul al XVIII-lea, și Umberto Eco din secolul al XX-lea, originar din Alessandria.
Teritoriul regiunii este împărțit în două de râul Tanaro. Partea de nord (cunoscută ca Basso Monferrato), care se află între acest râu și râul Pad, este o zonă preponderent de dealuri și câmpii. Partea de sud (Alto Monferrato) este situată pe partea mai înaltă a râului Tanaro. Apeninii despart regiunea prin cumpăna apelor între Piemont și Liguria.

## Legături externe
- it  Pagina turistică a Alto Monferrato
- it  Pagina turistică a Basso Monferrato
- it  Vinurile de Montferrat